# Le Casse des casses
 (novembre 2014).
Pour plus de détails, voir Fiche technique et Distribution.
Le Casse des casses est un film français réalisé par Florian Hessique, sorti le 5 février 2014.

## Synopsis
Pour garder son train de vie après son licenciement, Ludo (Philippe Vasseur) décide de braquer une station service.

## Fiche technique
Source : IMDb, sauf mention contraire
- Réalisateur et Scénariste : Florian Hessique
- Musique du film : Frederic Mauerhofer
- Société de production : FH Prod
- Pays d'origine :  France
- Genre : comédie
- Durée : 78 minutes (1 h 18)
- Date de sortie :	
  - France : 5 février 2014

## Distribution
- Florian Hessique : Sébastien
- Camille Bessière-Mithra : Nicolas, ami de Sébastien
- Philippe Vasseur : Ludo, frère de Lise
- Jean-Pierre Castaldi : Georges, père de Lise et Ludo
- Jean-François Malet : Directeur de la station service
- Laurent Petitguillaume : Le gendarme
- Alexandre Debanne : Le père de Sébastien
- Bernard Yerlès : Serveur du bar
- Fedele Papalia : Le père de Nicolas
- Noémie Bousquainaud : Lise, petite amie de Sébastien
- Laetitia Bisch : Charlotte, petite amie de Nicolas

## Accueil critique
Selon Première, le film est une « comédie banale » dont les longueurs et le jeu convenu ont pour toile de fond « une histoire de braquage déjà vue et revue ».